# 札幌工廠
札幌工廠（日語：サッポロファクトリー）是位於日本北海道札幌市中央區的大型購物中心，1993年落成。札幌工廠是三寶樂不動產開發（サッポロ不動産開発；三寶樂控股旗下子公司）負責經營。
札幌工廠的開發用地現址最早可以回溯到1876年設立的啤酒工廠「開拓使麥酒釀造所」，也就是三寶樂啤酒（サッポロビール）旗下擁有的札幌第一工廠之前身，可以說是日本啤酒釀造史的發源濫觴之地。1989年時三寶樂啤酒在札幌衛星城市惠庭市的三寶樂啤酒庭園車站附近設立了規模更大的生產設施「北海道工廠」並將生產線移至新廠，空出的就酒廠用地於是成為札幌工廠購物中心的興建用地。
札幌工廠是個以購物中心為核心的複合商業設施，約有160家的商店與設施聚集在此地。另外，札幌工廠對面也設有克拉比飯店（Clubby Sapporo Hotel）。

## 外部連結
- 札幌工廠官方網站 （页面存档备份，存于）（日語）（繁體中文）（简体中文）（英文）
- 札幌克拉比飯店 （页面存档备份，存于）（繁體中文）
- 札幌克拉比酒店 （页面存档备份，存于）（简体中文）